# Cnemaspis ranwellai
Cnemaspis ranwellai är en ödleart som beskrevs av  Mendis Wickramasinghe 2006. Cnemaspis ranwellai ingår i släktet Cnemaspis och familjen geckoödlor. Inga underarter finns listade i Catalogue of Life.